# Kostel svatého Jiří (Starovice)
Kostel svatého Jiří je římskokatolický chrám ve Starovicích okrese Břeclav. Jde o farní kostel římskokatolické farnosti Popice u Starovice. Je chráněn jako kulturní památka České republiky.
Vznikl přestavbou původní kaple zmiňované v 15. století. Roku 1592 jí byla přistavěna hranolovitá věž, ve které byly umístěny čtyři zvony. Kaple tak získala statut kostela. Na konci 18. století byl kostel přestavěn. Roku 1885 byl kostel podstatně rozšířen. Během první světové války byly zrekvírovány původní zvony, které roku 1924 nahradily tři nové zvony.